# Salomon Zeldenrust
Salomon Zeldenrust (født 17. februar 1884 i Amsterdam, død 20. juli 1958) var en nederlandsk fægter, som deltog i de olympiske lege 1920 i Antwerpen.
Zeldenrust stillede op i fem konkurrencer ved OL i 1920. I den individuelle fleuretkonkurrence blev han nummer tre i sin indledende pulje, hvilket ikke var nok til at kvalificere ham videre i konkurrencen. I holdkonkurrencen med samme våben tabte Holland sine to kampe i indledende runde og gik dermed ikke videre til finalen, men endte på en samlet delt sjetteplads. I den individuelle kårdekonkurrence vandt Zeldenrust tre opgør i den indledende runde, hvilket heller ikke var nok til at gå videre. I holdkonkurrencen i kårde vandt hollænderne blot to af deres fem kampe i indledende runde, hvilket heller ikke var nok til videre deltagelse. Endelig stillede han op i holdkampen i sabel, og her kæmpede alle mod alle. Hollænderne tabte til Italien og Frankrig, men vandt over Belgien, Storbritannien, Danmark og Tjekkoslovakiet, hvorved de sikrede sig bronzemedaljer.